# Rizière

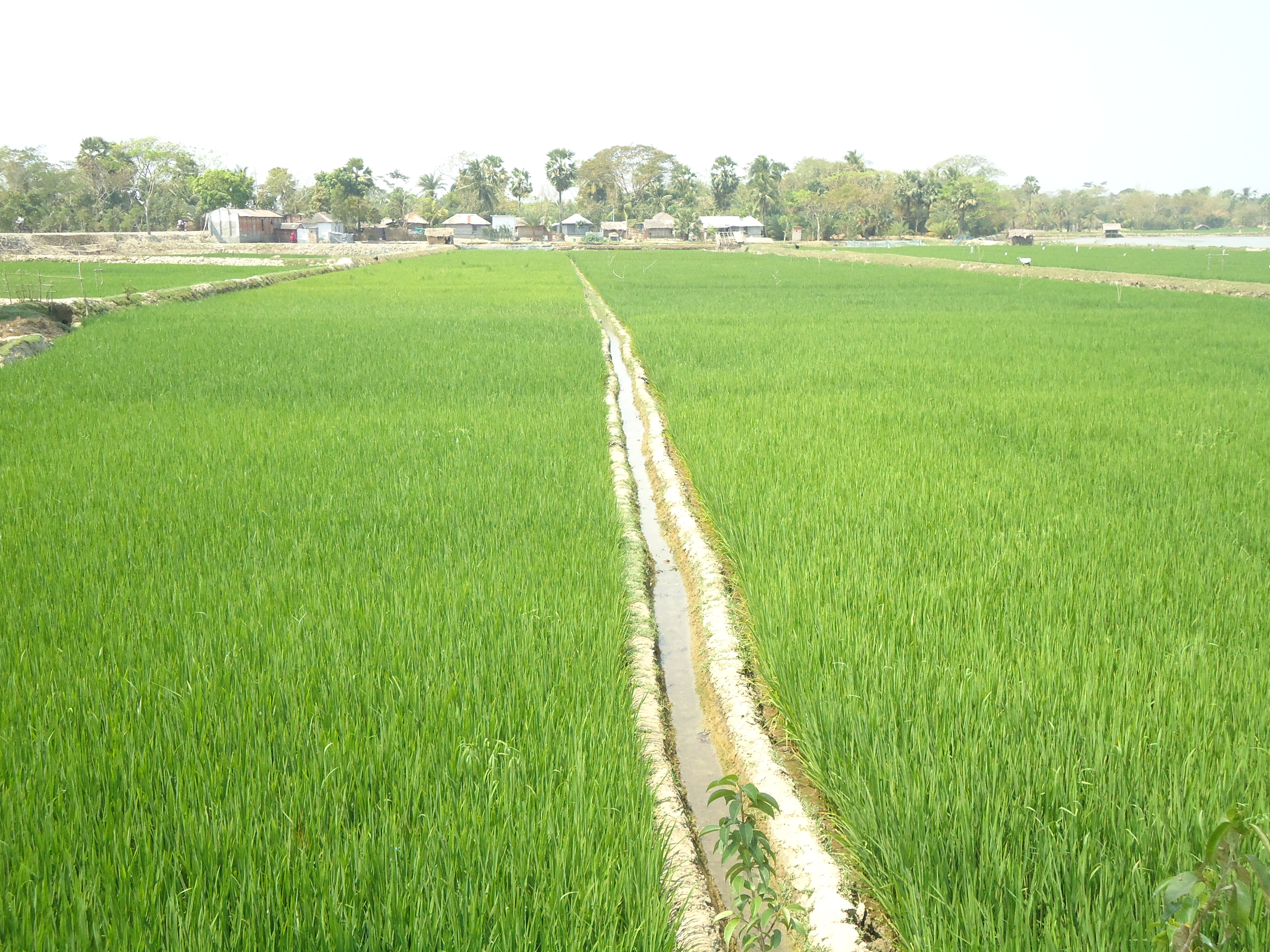
À côté de deux rizières à Khulna, au Bangladesh.

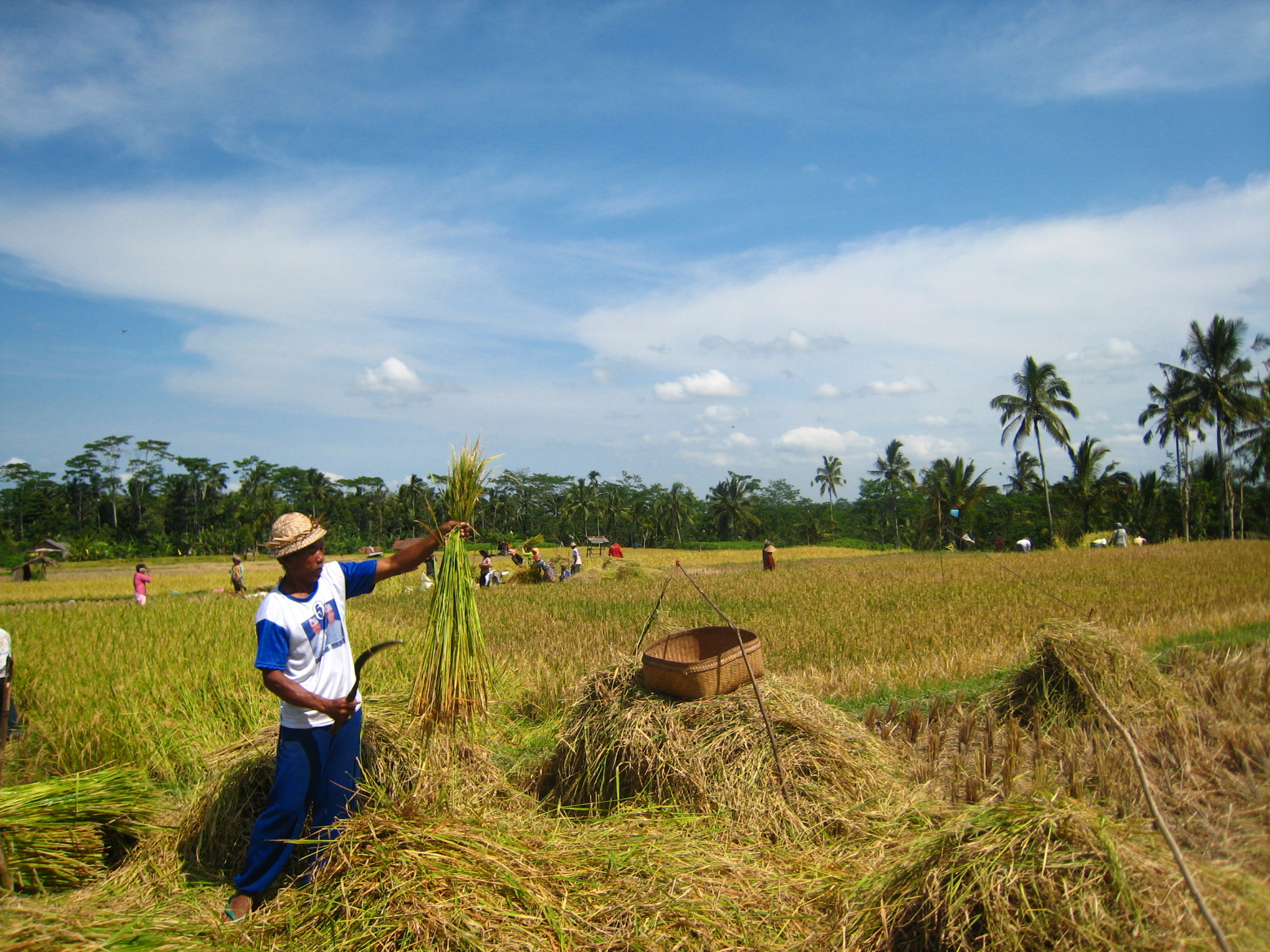
Récolte du riz à Bali (juin 2010).

Une rizière est une parcelle — ou un ensemble de parcelles — réservée à la culture du riz ou riziculture, et dans laquelle, en général, on inonde la culture. 
On a tendance à faire l'amalgame entre la riziculture et la culture en terrasses, mais d'une part la riziculture ne se fait pas nécessairement en terrasse, et d'autre part d'autres cultures peuvent se faire en terrasse : vignobles, vergers, etc. Le terme s'applique à une grande diversité de milieux. Les rizières diffèrent par la façon dont l'eau est gérée, par leur profondeur, leur altitude et les méthodes de cultures.
On peut trouver des rizières dans de nombreux pays de l'est et sud-est de l'Asie comme la Malaisie, la Chine, le Cambodge, la Thaïlande, la Corée, le Japon, le Viêt Nam, Taïwan, l'Indonésie, l'Inde, le Sri Lanka, les Philippines (Rizières en terrasses des cordillères des Philippines). Toutefois on peut aussi les trouver dans certaines régions d'Europe comme en Camargue (France) ou encore au Piémont (Italie). Les rizières se forment également naturellement près des rivières ou des marais.

## Dispositions

### Sur terrain sec
Ce type de culture a, au moins, existé dans les premiers temps de la culture du riz, en particulier en Chine vers 7000-5000 avant l’ère commune en Corée au cours de la période de la céramique Mumun classique (v. 850 avant l’ère commune) et à Kyūshū, au début de la période Yayoi.

### La rizière inondée

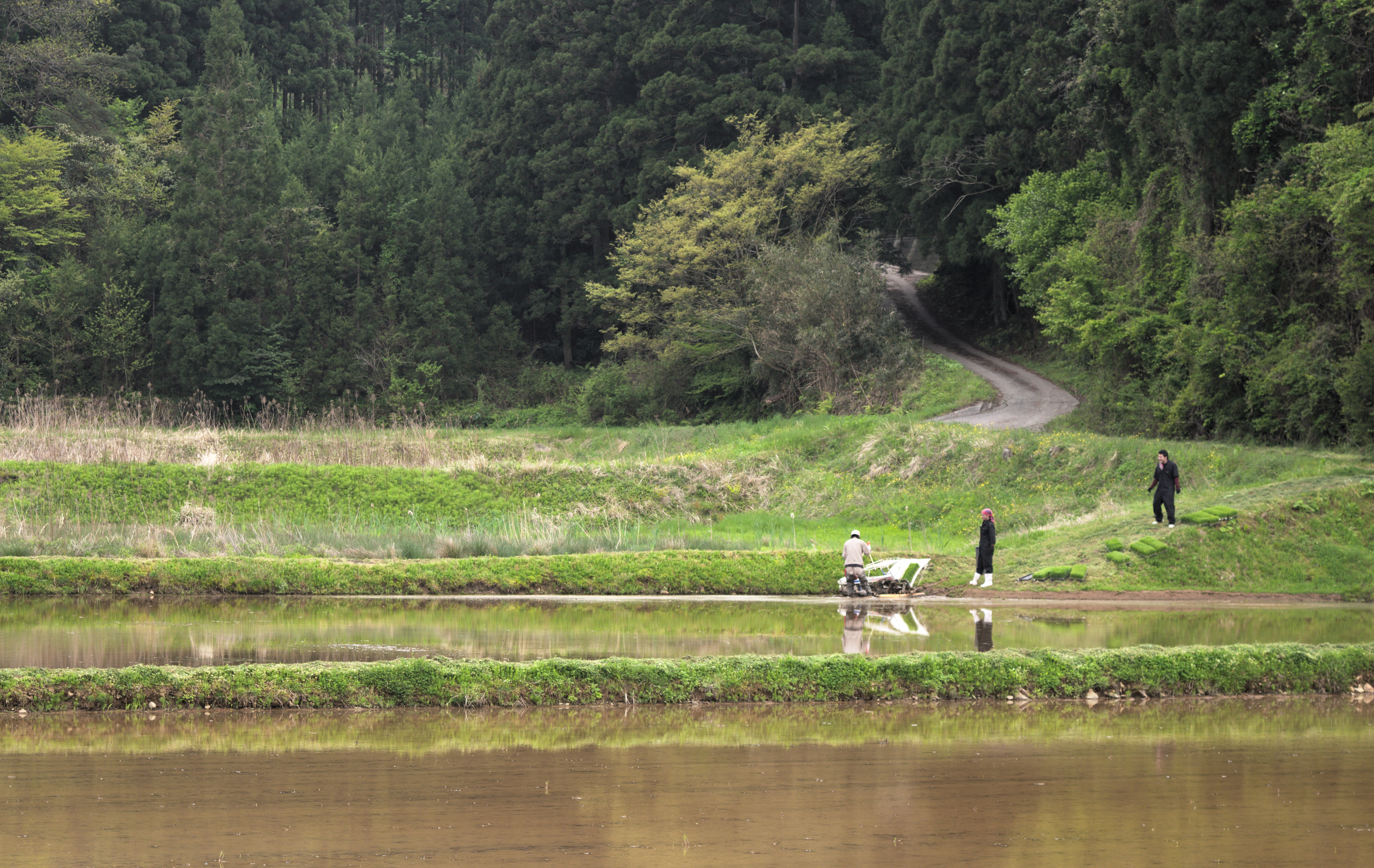
Rizières inondées au Japon.

Cultivée sur un sol piétiné dans des champs entourés de diguettes, la hauteur d'eau peut varier entre 0-25 cm (eau peu profonde) jusqu'à 25–50 cm (profondeur moyenne), cette hauteur d'eau étant justifiée par la très grande consommation hydrique de cette culture : il faut 4 000 litres d'eau pour produire un kilogramme de riz. L'eau provient de la pluie ou par le ruissellement provenant d'un bassin. La riziculture inondée occupe 17 % de la production mondiale de riz.
Selon son substrat (type de sol/sédiment plus ou moins riche en bactéries anaérobies), selon son mode de culture (avec ou sans rotation avec d'autres plantes) et selon son mode de gestion (durée d'inondation, apports d'azote) et sa localisation, une rizière peut être plus ou moins source de gaz à effet de serre (CO2 et surtout méthane, ou encore oxyde nitreux). Une rizière émet généralement moins de N2O si inondée en permanence, mais elle émet alors beaucoup plus de CH4.

## Localisations

### Afrique

#### Madagascar

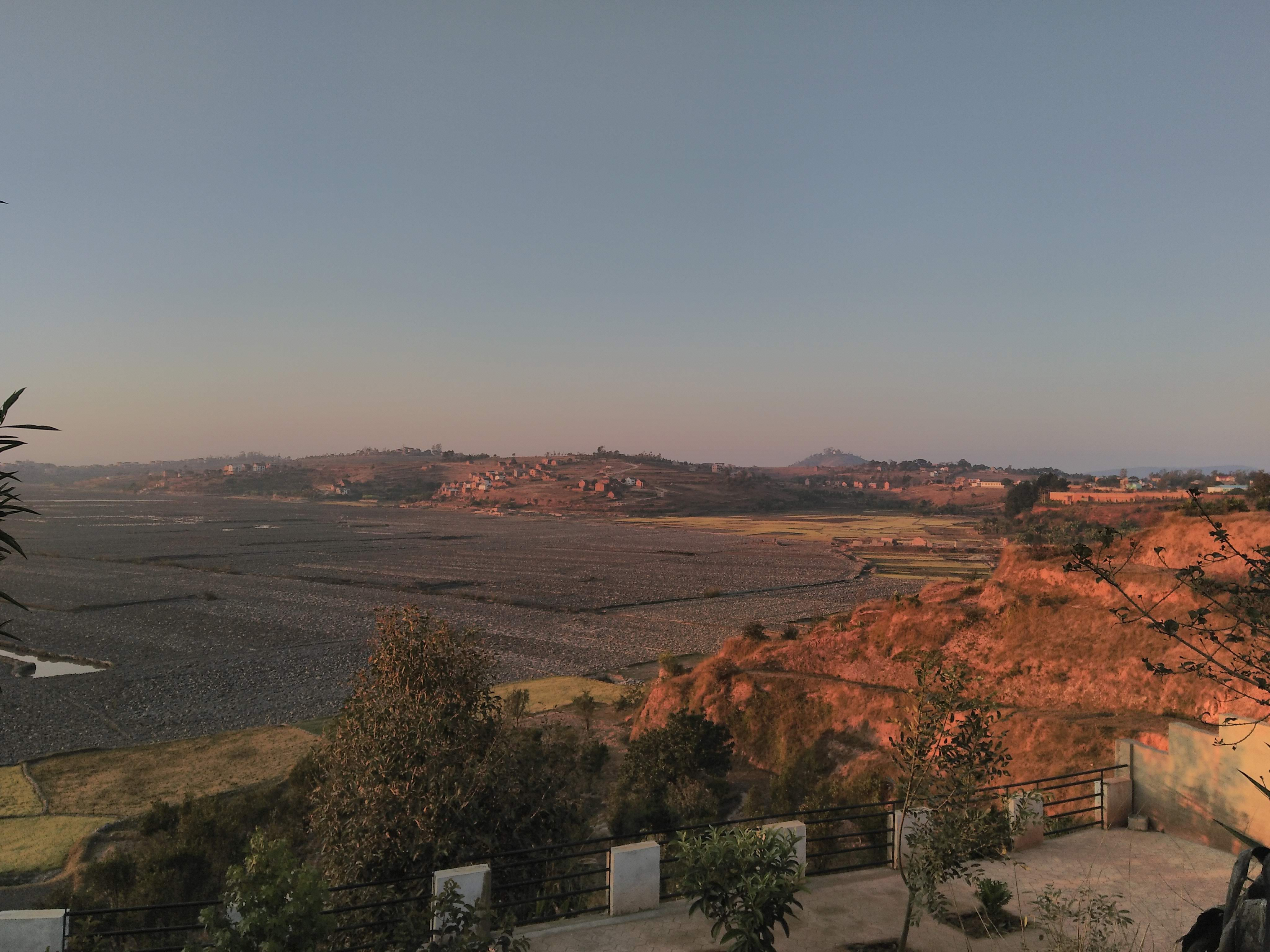
Rizières en hiver dans la région d'Analamanga, à Madagascar.

À Madagascar, la consommation annuelle moyenne de riz est de 130 kg par personne, l'une des plus importantes au monde.
Dans la majorité des cas, le riz (vary en malgache) est cultivé par irrigation (1 054 381 ha).
Quant à lui, le tavy renvoie à la culture du riz pluvial. Les terres sont inondées par brûlage de la forêt tropicale (135 966 ha). Critiqué, à cause de la déforestation que cette méthode implique, le tavy est encore largement pratiqué par les agriculteurs malgaches. Ceux-ci y trouvent un compromis entre les risques climatiques, la disponibilité en main-d'œuvre et la question de la sécurité alimentaire.
Tanety signifie colline. Mais tanety signifie aussi « faire pousser du riz sur les collines ». Cela est réalisé sur les pentes herbeuses des Hautes-Terres qui ont été déboisées pour l'exploitation du charbon de bois.
Parmi les nombreuses variétés, le riz de Madagascar comprend :
- le « Vary lava », qui est un riz translucide à long et gros grain. C'est un riz de luxe ;
- le « Vary Makalioka », un riz translucide à grain long et fin ;
- le « Vary Rojofotsy » est un riz à grain mi-long ;
- le « Vary mena », ou riz rouge, qui se trouve exclusivement à Madagascar.

#### Chine

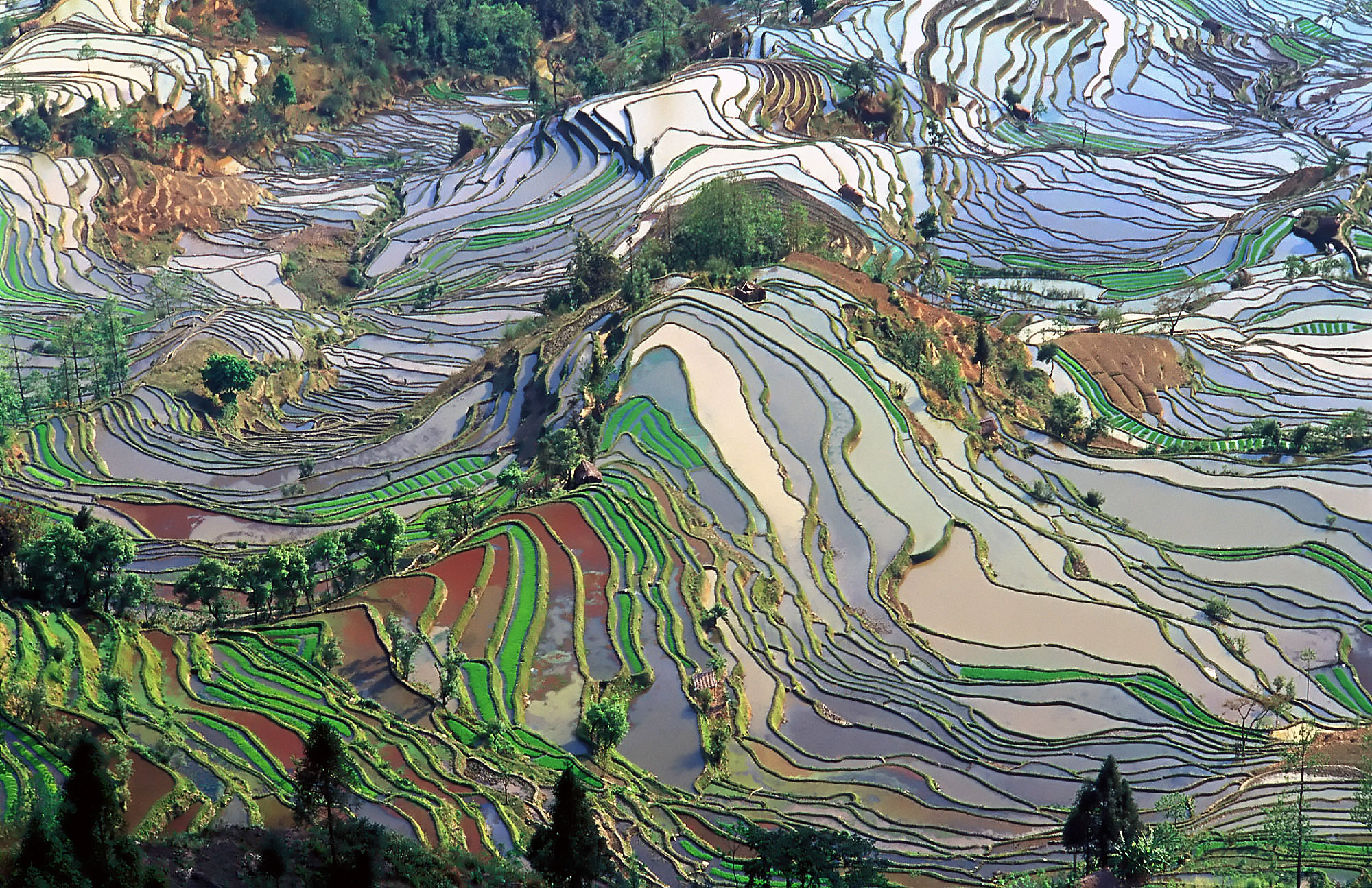
Les rizières en terrasse des Hani de Honghe (Chine), classées au patrimoine mondial de l'UNESCO.

### Asie

#### Japon

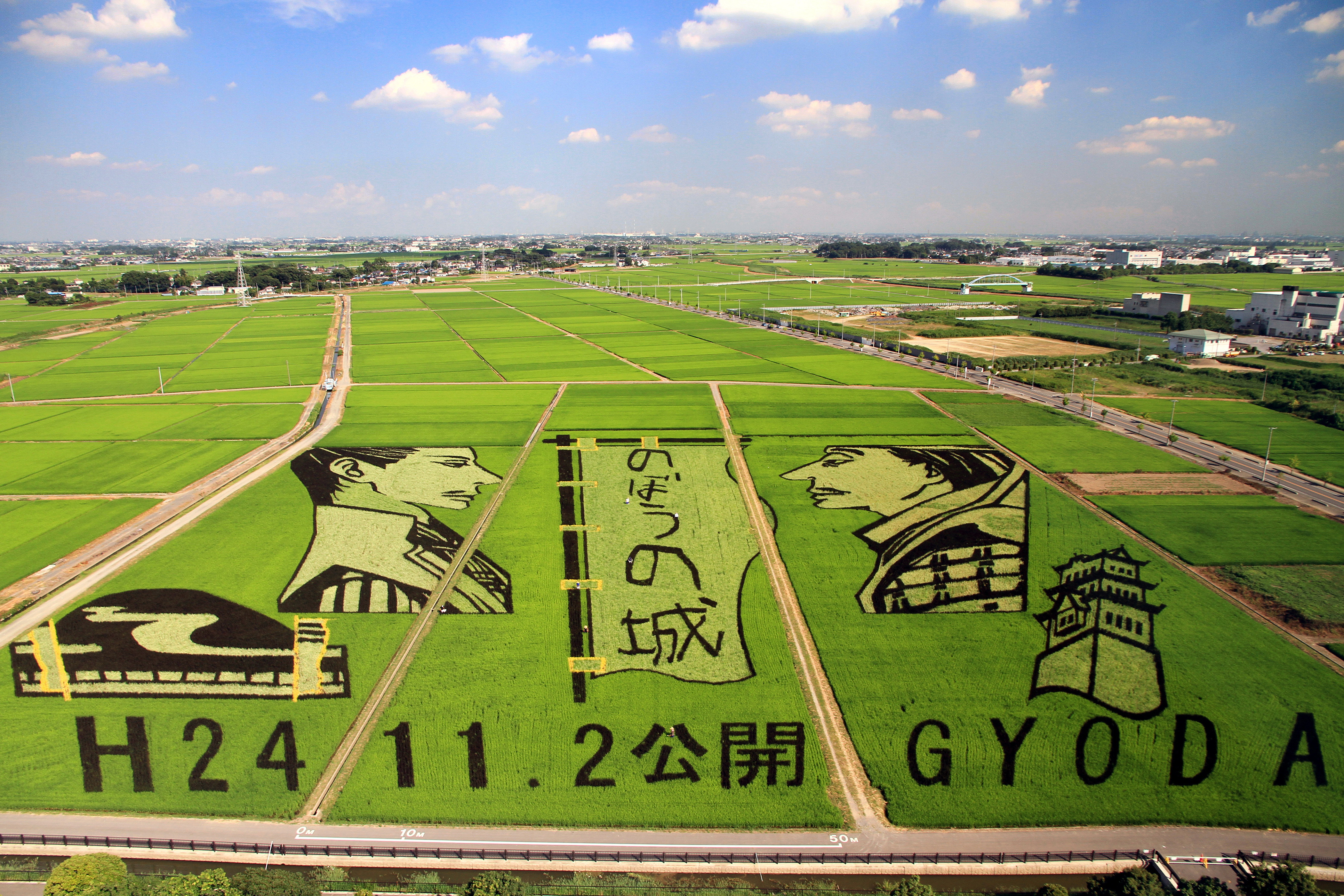
Rizières dédiées au tambo art à Gyōda, au Japon.

Au Japon, des rizières sont exploitées sur tout le territoire, de l'île de Hokkaidō au nord jusqu'aux îles Ryūkyū au sud de l'archipel japonais.
La plupart des champs de riz sont situés dans des plaines, comme la plaine de Kantō, ou dans les bassins des principaux cours d'eau. La culture en terrasse est cependant aussi répandue.
Afin de prévenir la surproduction de riz, le gouvernement japonais a mis en place un programme de réduction de la superficie des surfaces cultivables destinées à la culture du riz. Ainsi, de 1995 à 2010, l'étendue de l'ensemble des rizières japonaises est passée de 2 100 000 ha à 1 600 000 ha. De plus, du fait du vieillissement de la population japonaise, de nombreuses fermes agricoles sont abandonnées.
Remarquablement, de nombreuses municipalités japonaises entretiennent des rizières réservées à une forme originale de land art : le tambo art.

#### Laos

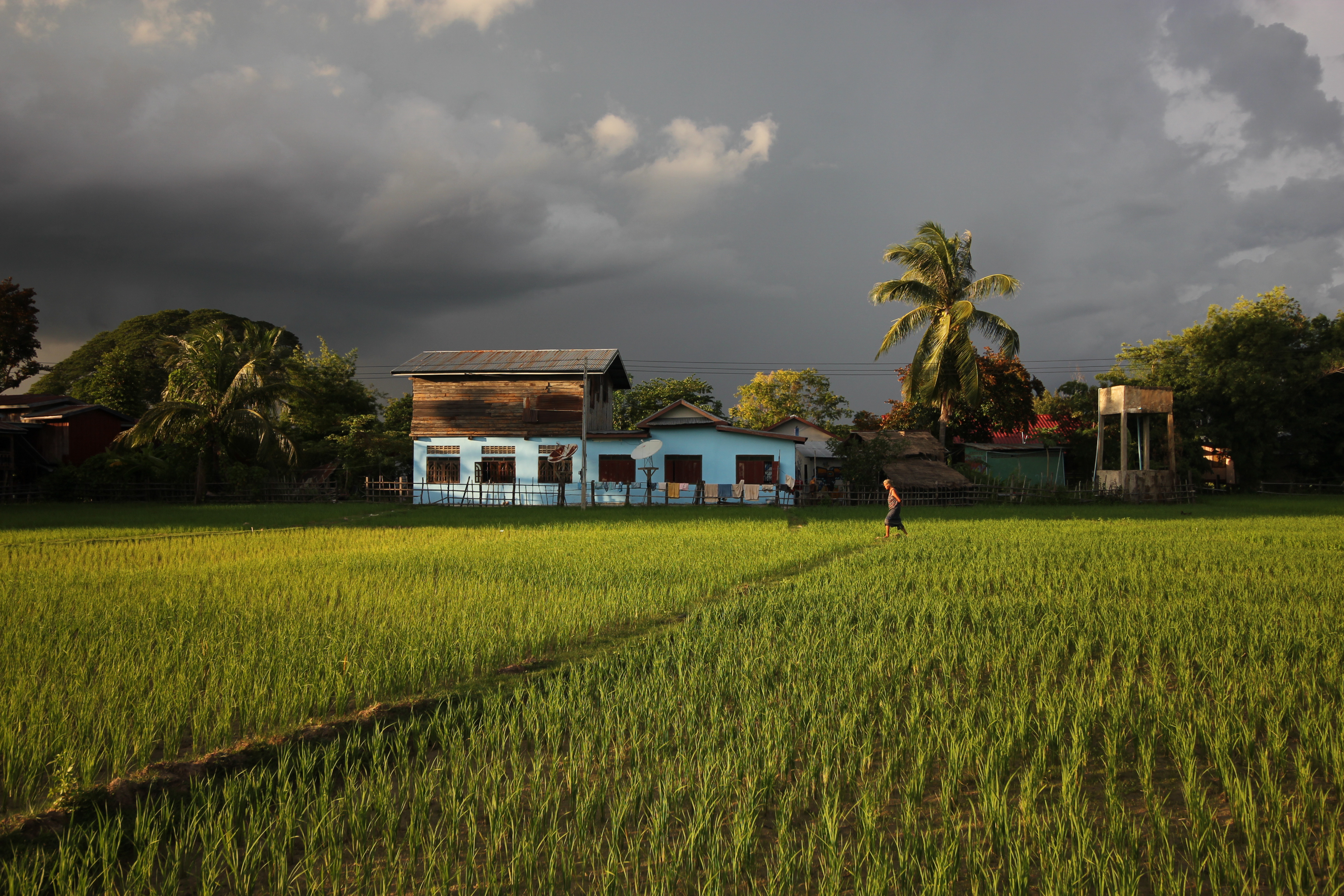
Dans le Si Phan Don, rizières lumineuses de Don Det, devant une maison traditionnelle, sous des nuages lourds et gris pendant la mousson, avec une femme âgée marchant à travers.
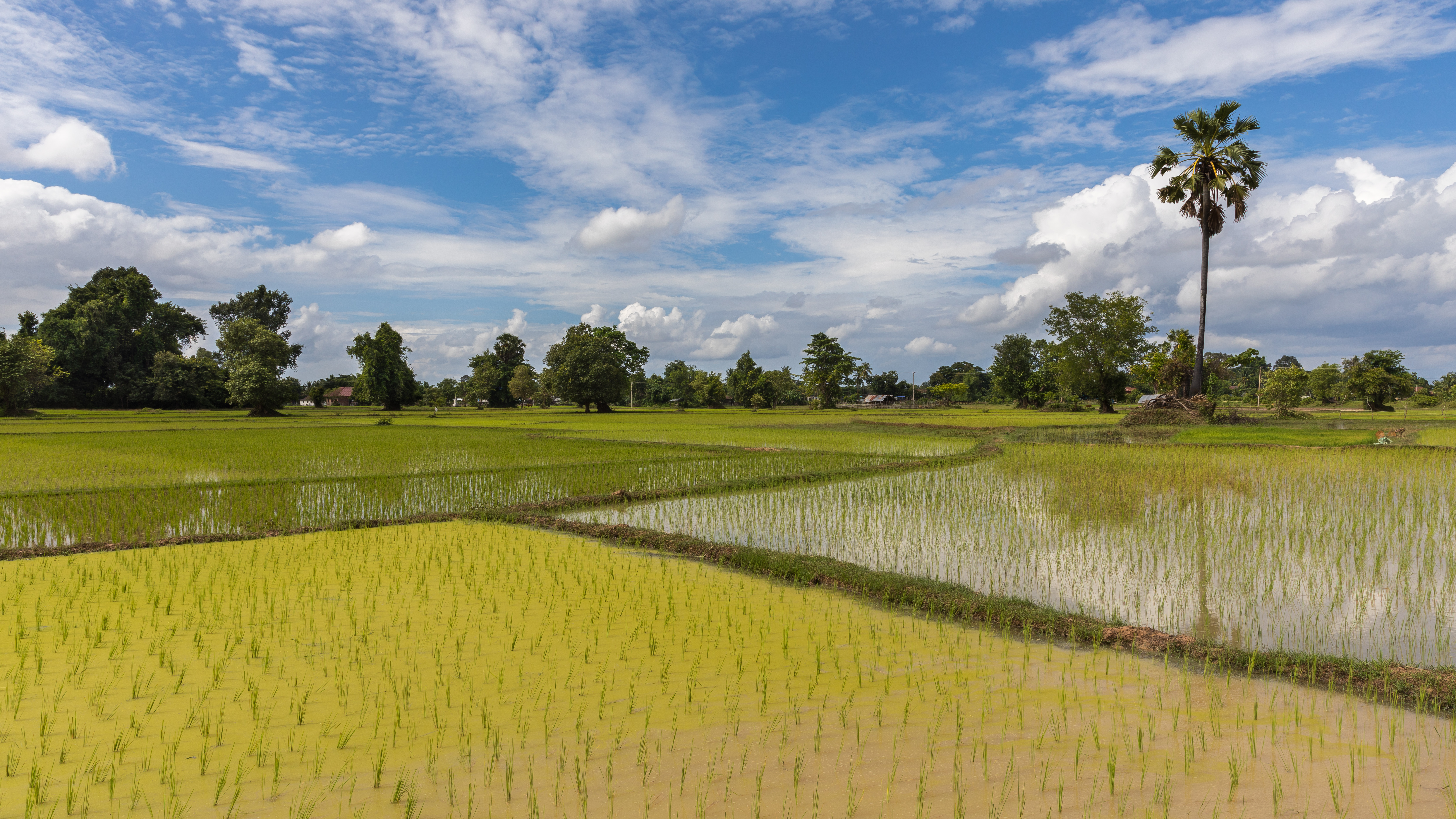
Rizières vertes de Don Det dans le Si Phan Don, avec deux différentes couleurs de parcelles de champ (une opaque et une miroir), avec un arbre se réfléchissant dans l'eau, sous un ciel nuageux en juillet 2018 pendant la mousson. Juillet 2018.
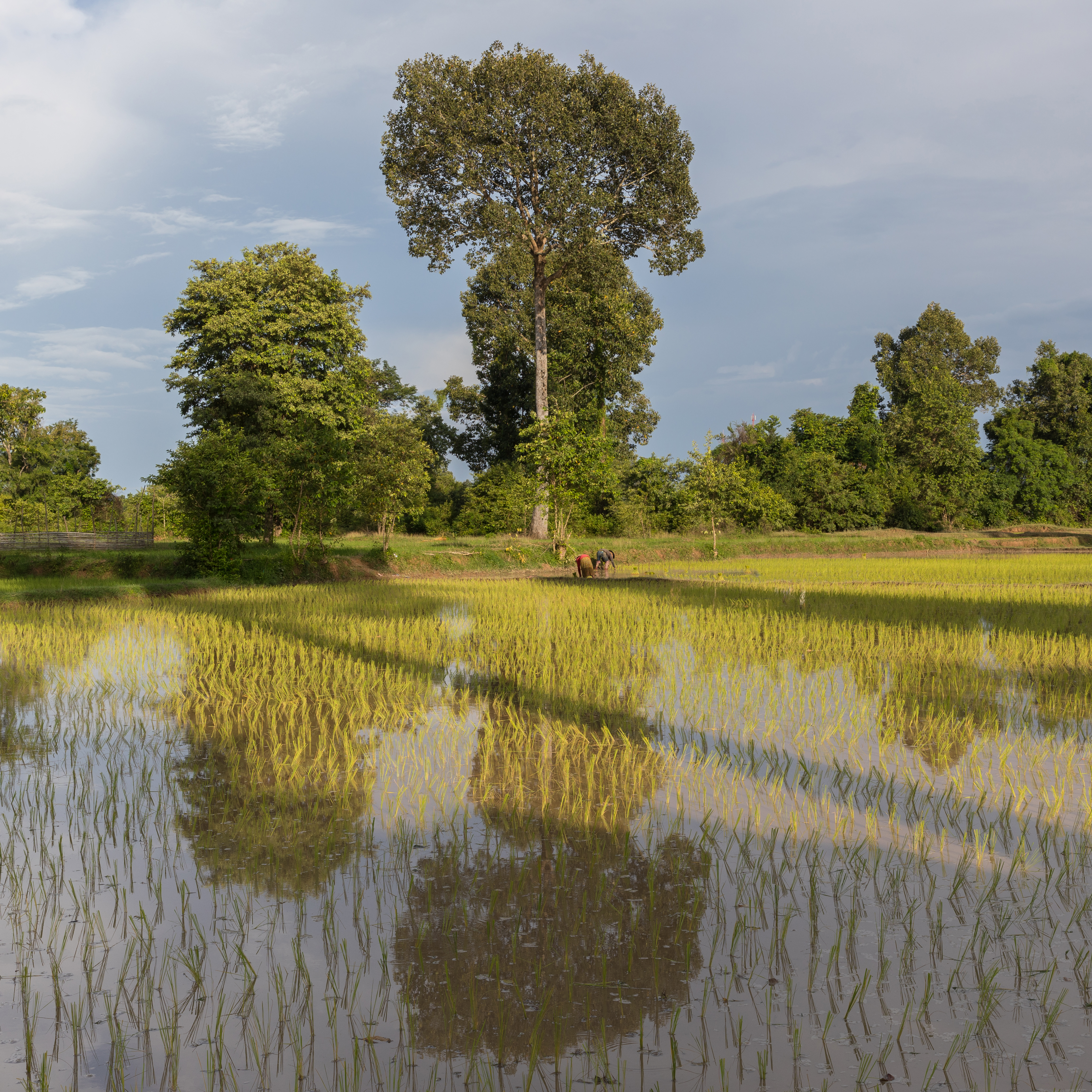
Rizières vertes ensoleillées de Don Det, avec deux arbres se réfléchissant partiellement dans l'eau, avec de longues ombres en fin d'après-midi, pendant la mousson. Août 2018.
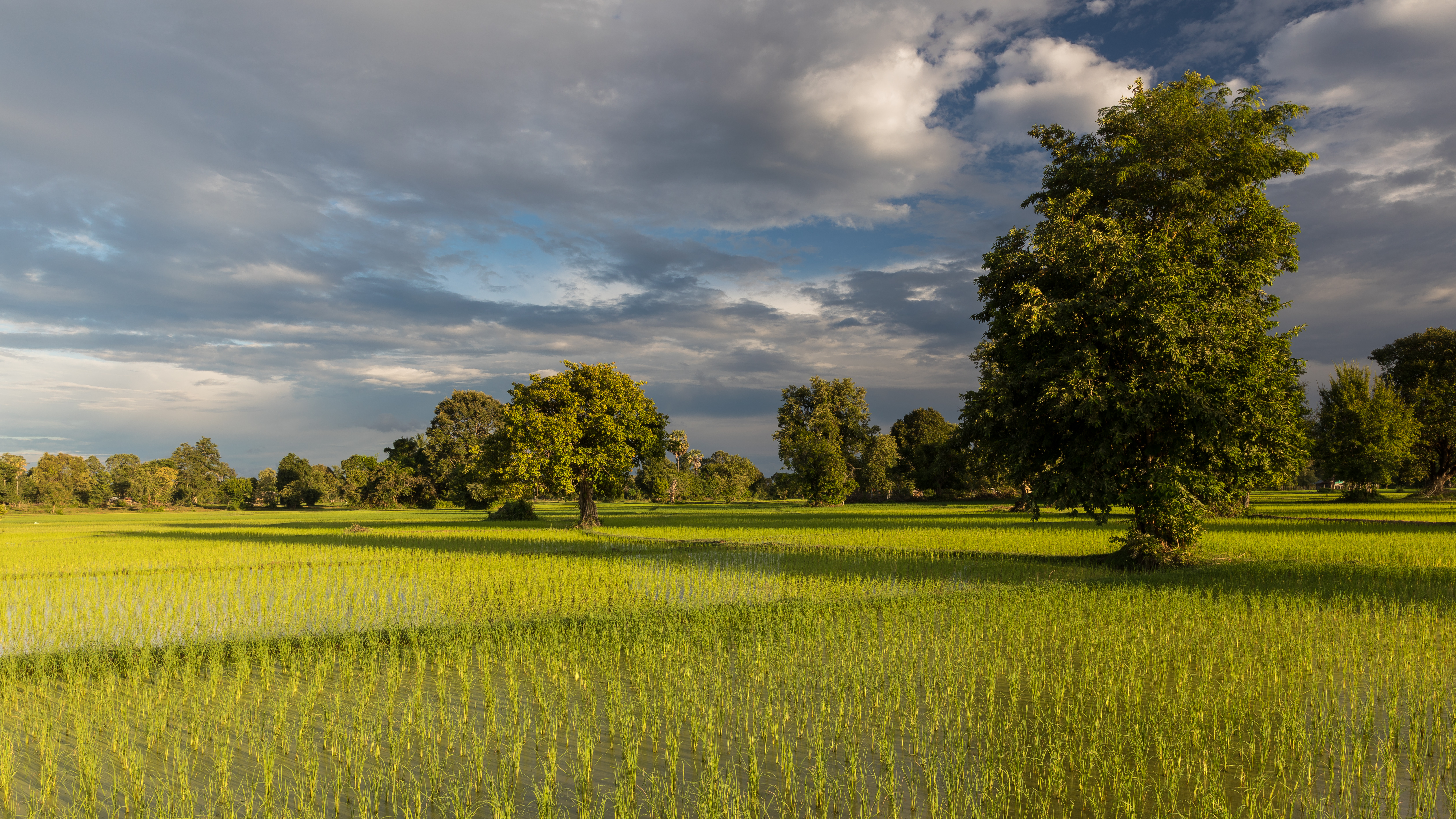
Rizières vertes et ensoleillées avec des arbres et de longues ombres à l'heure dorée, pendant la mousson, à Don Det, Si Phan Don, Laos. Août 2019.
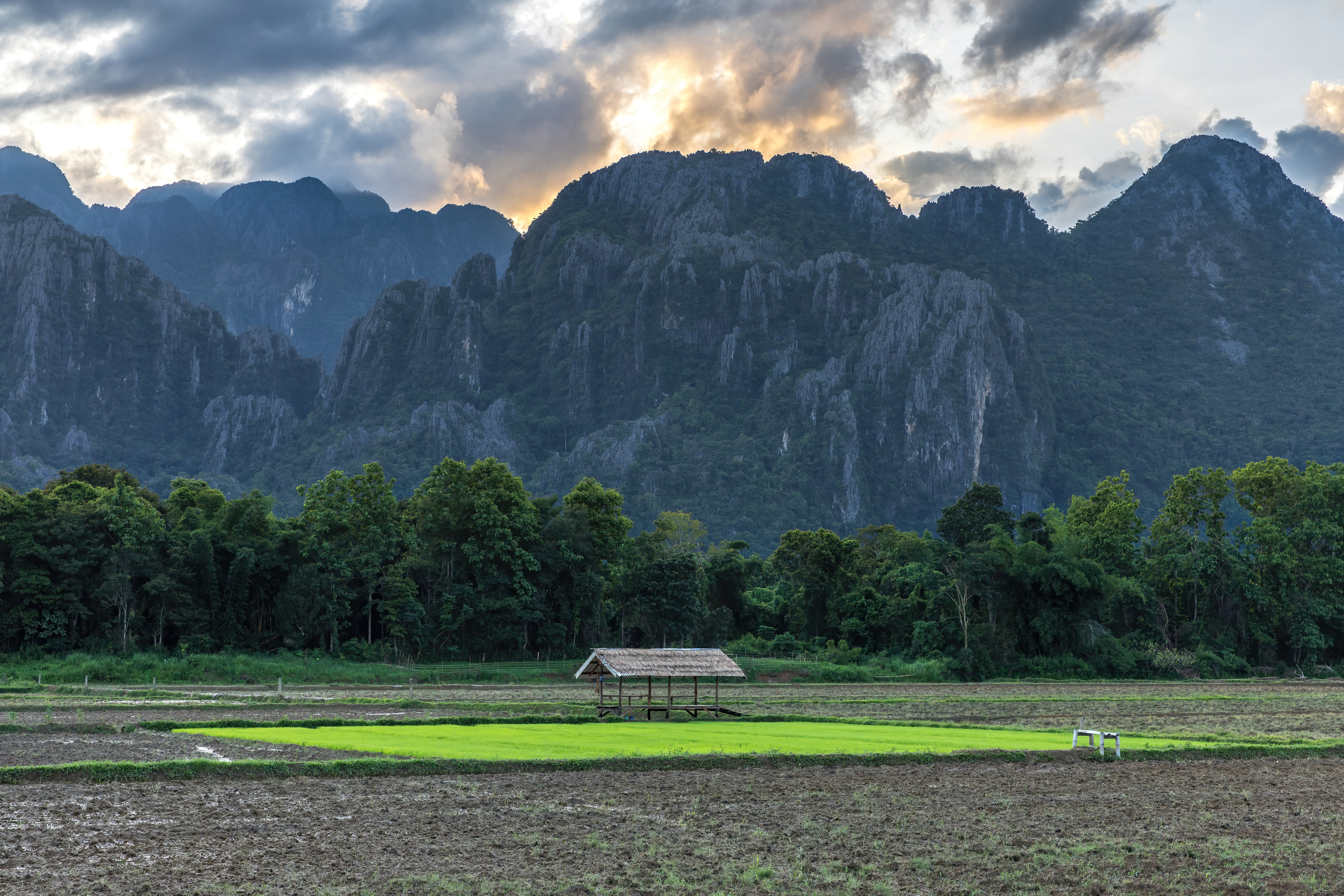
Parcelle carrée de rizière verte isolée au milieu de champs terreux, hutte au toit de paille et montagnes karstiques, sous des nuages colorés au coucher du soleil, dans la campagne de Vang Vieng, Province de Vientiane, Laos, durant la mousson. Juin 2020.
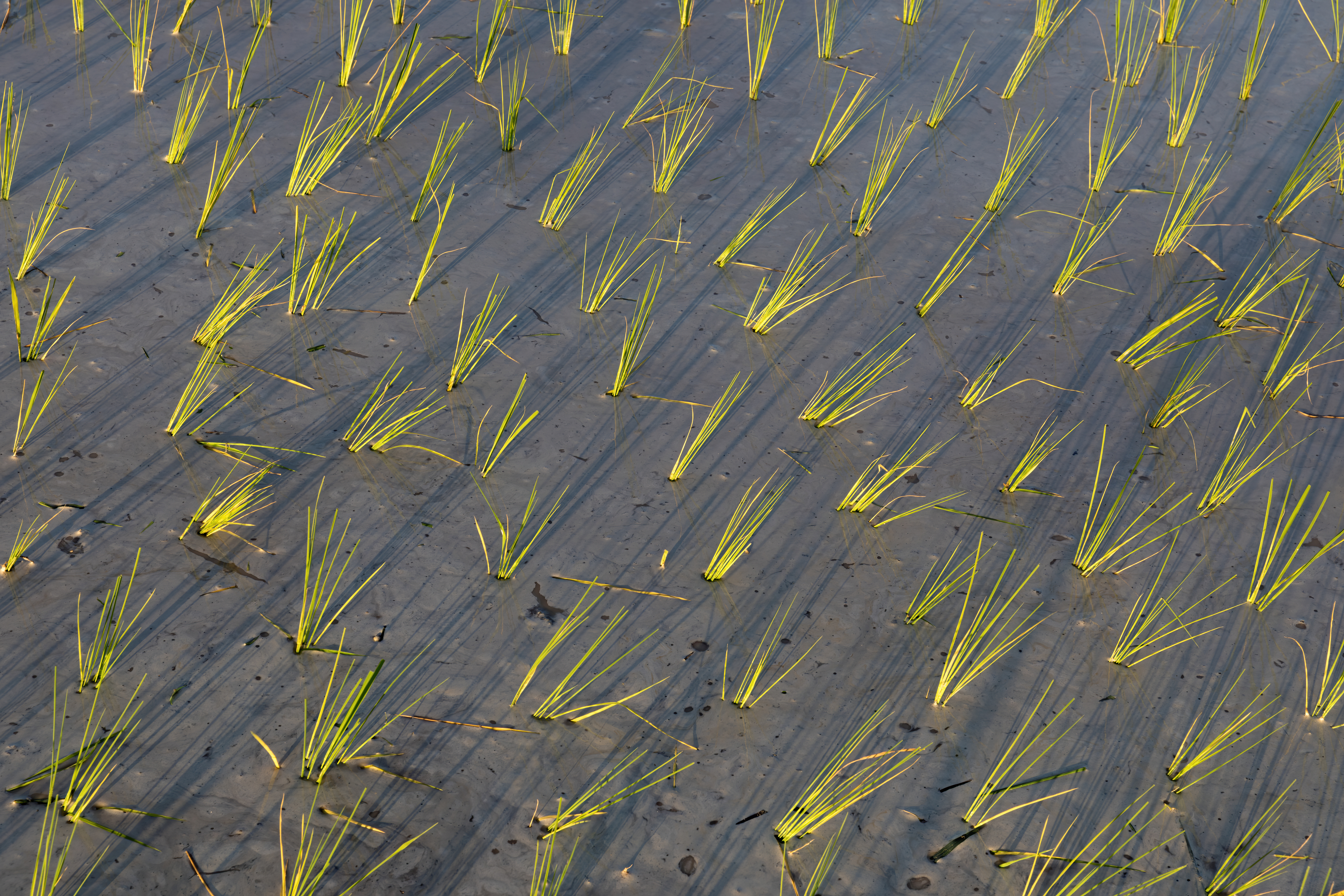
Gerbes de riz vert plantées dans une rizière, à Don Det, Si Phan Don, Laos. Une fine pellicule opaque à la surface de l'eau accueille les longues ombres couchées des tiges. Juillet 2020.

### Europe

#### France
En 2006 sur le territoire français, selon la base Corine Land Cover, il y a 37 119 hectares de rizières répartis sur onze communes de Camargue (sept en Gard et quatre en Bouches-du-Rhône) dont 23 125 hectares sur la seule commune d’Arles. Les dix autres communes sont : Fontvieille, Port-Saint-Louis-du-Rhône, Saintes-Maries-de-la-Mer, Beaucaire, Bellegarde, Le Cailar, Fourques, Saint-Gilles, Saint-Laurent-d'Aigouze et Vauvert. Cette superficie est en légère augmentation, elle était de 35 359 hectares en 1990 et 35 730 hectares en 2000.
Il existe également 40 hectares de rizières situé dans l’ancien étang de Marseillette dans l'Aude.

## Photographies

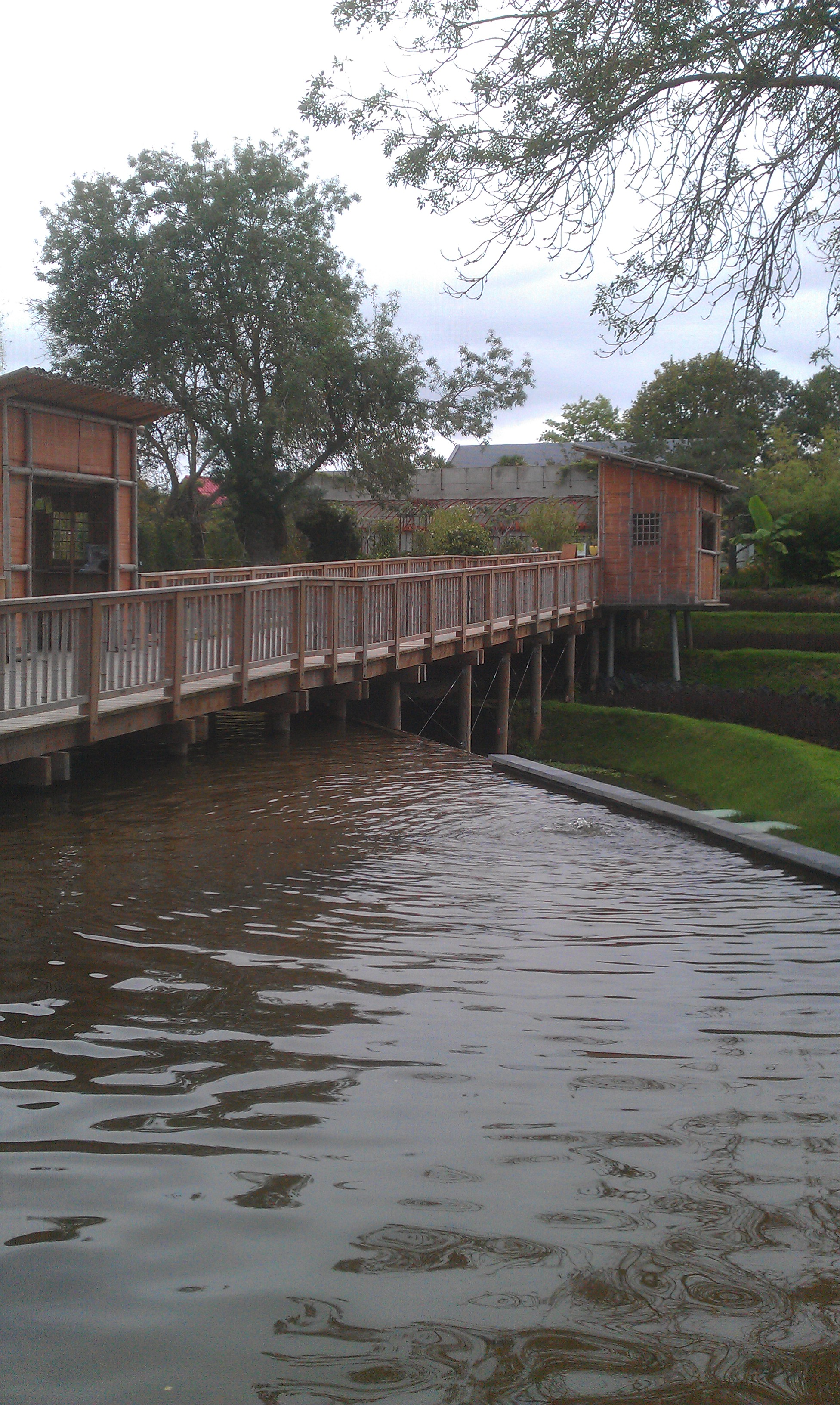
Reproduction d'une rizière au parc Terra Botanica à Angers.
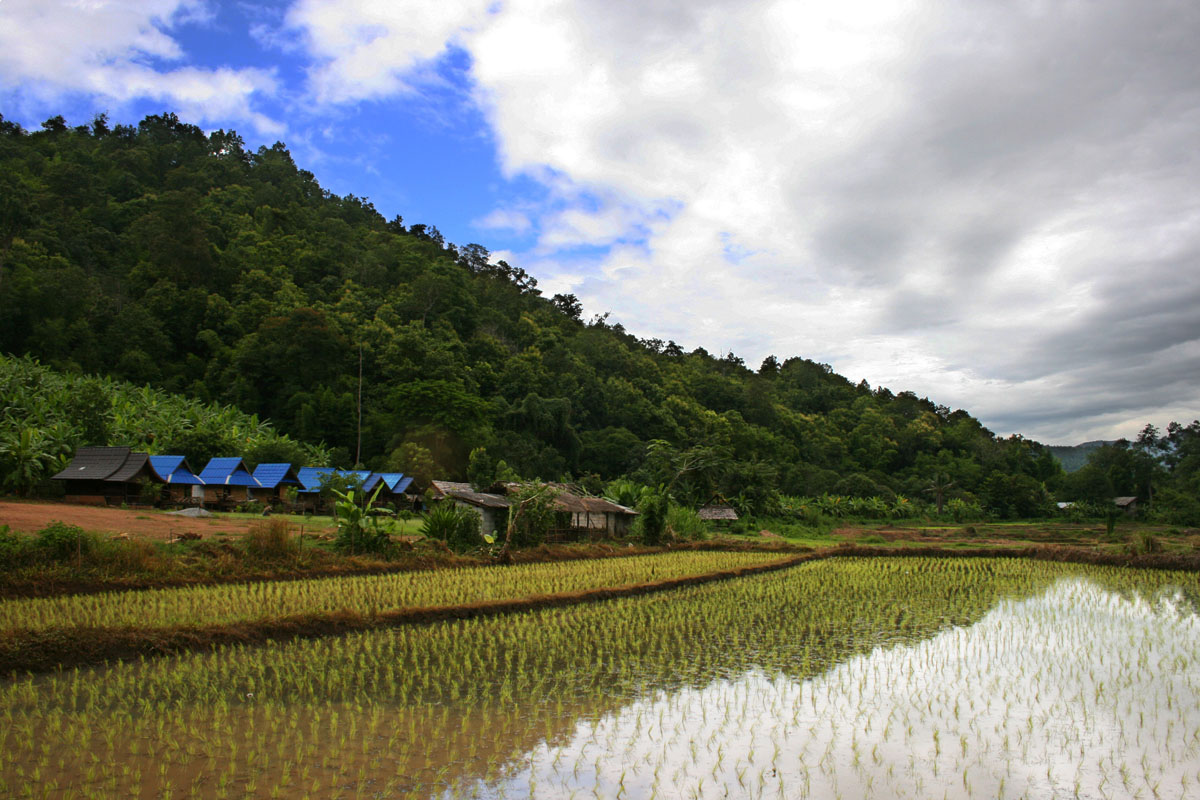
Rizière au pied d'une montagne en Thaïlande.
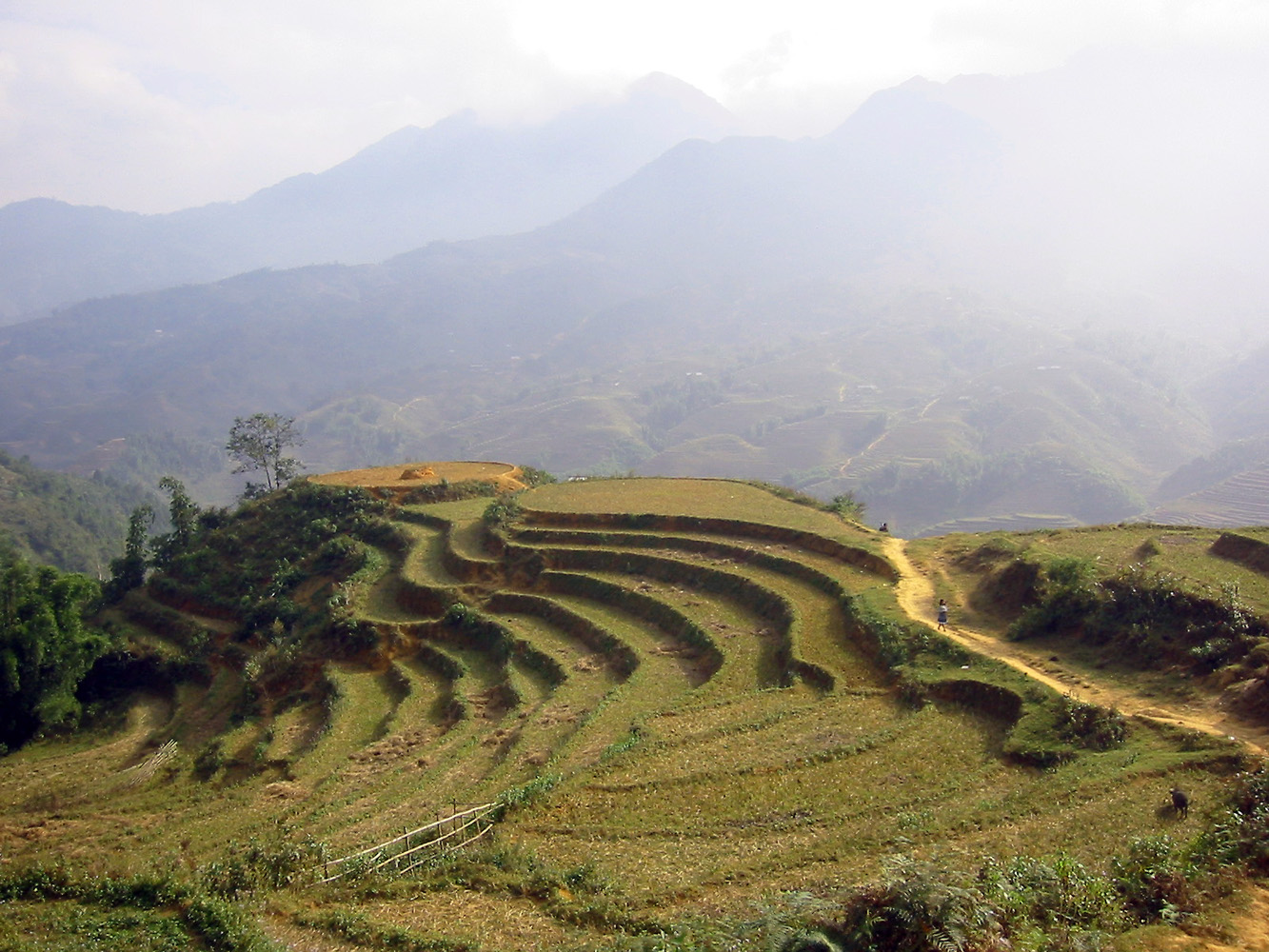
Rizière en forme d'escalier, typique de la culture en terrasse, au Viêt Nam.
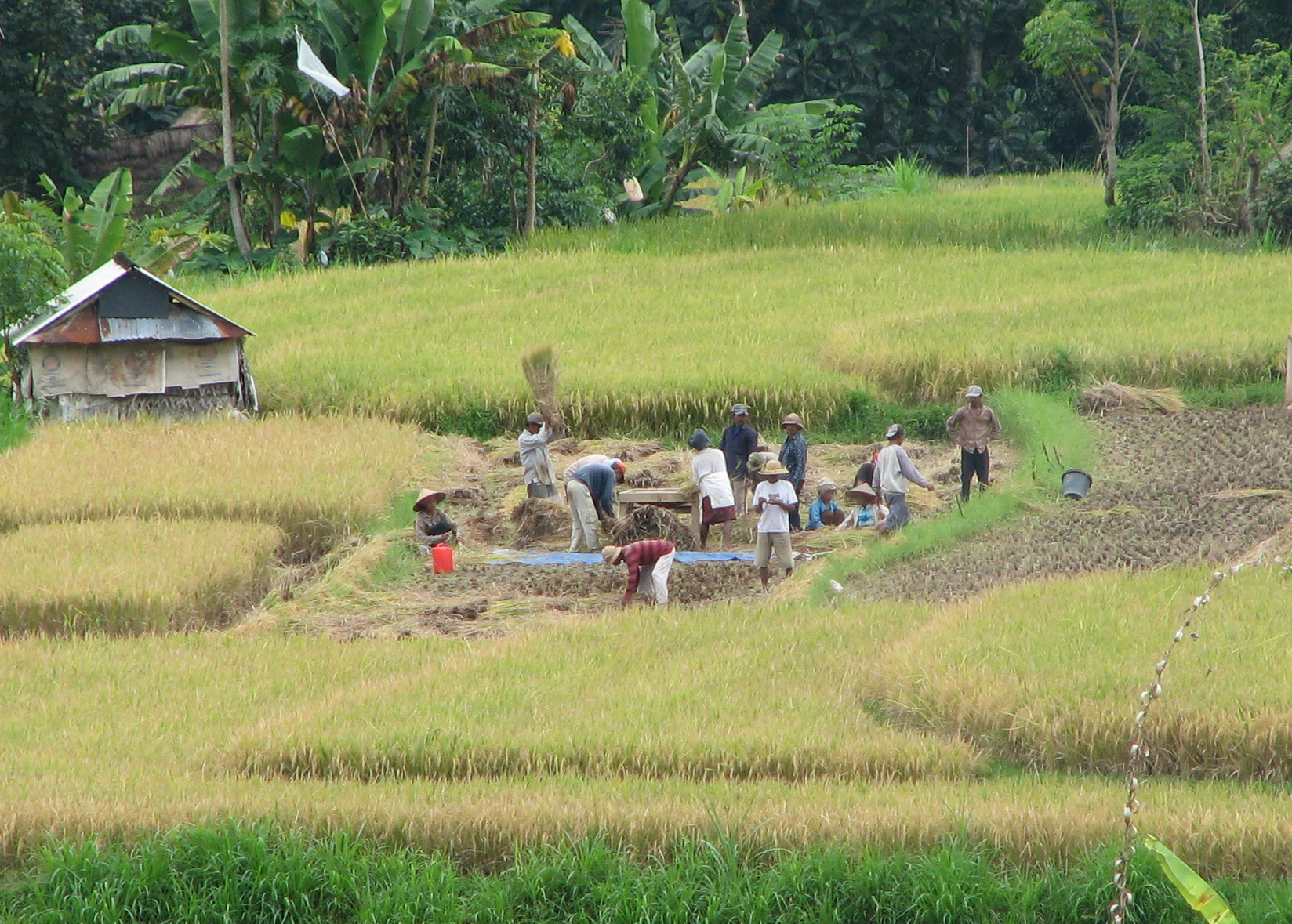
Battage du riz sur l'île de Bali.
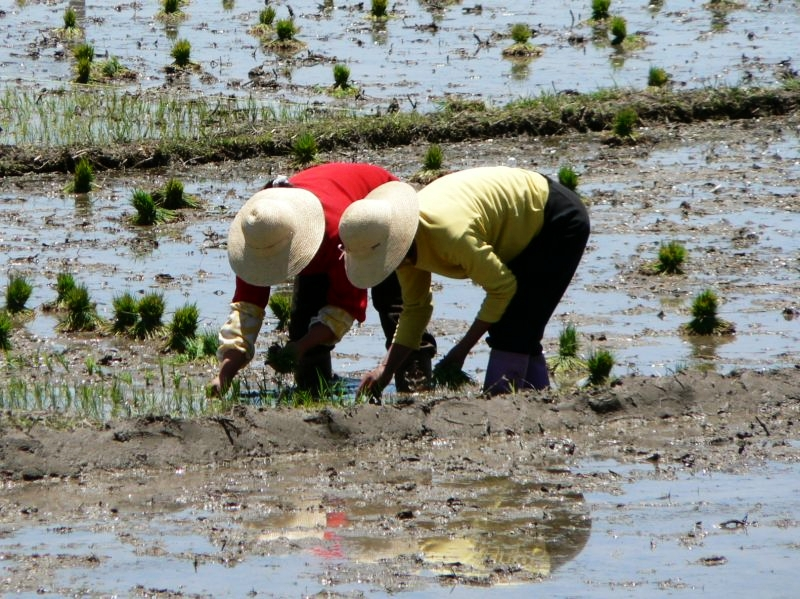
Paysannes du Yunnan repiquant du riz à 2 000 m d'altitude.
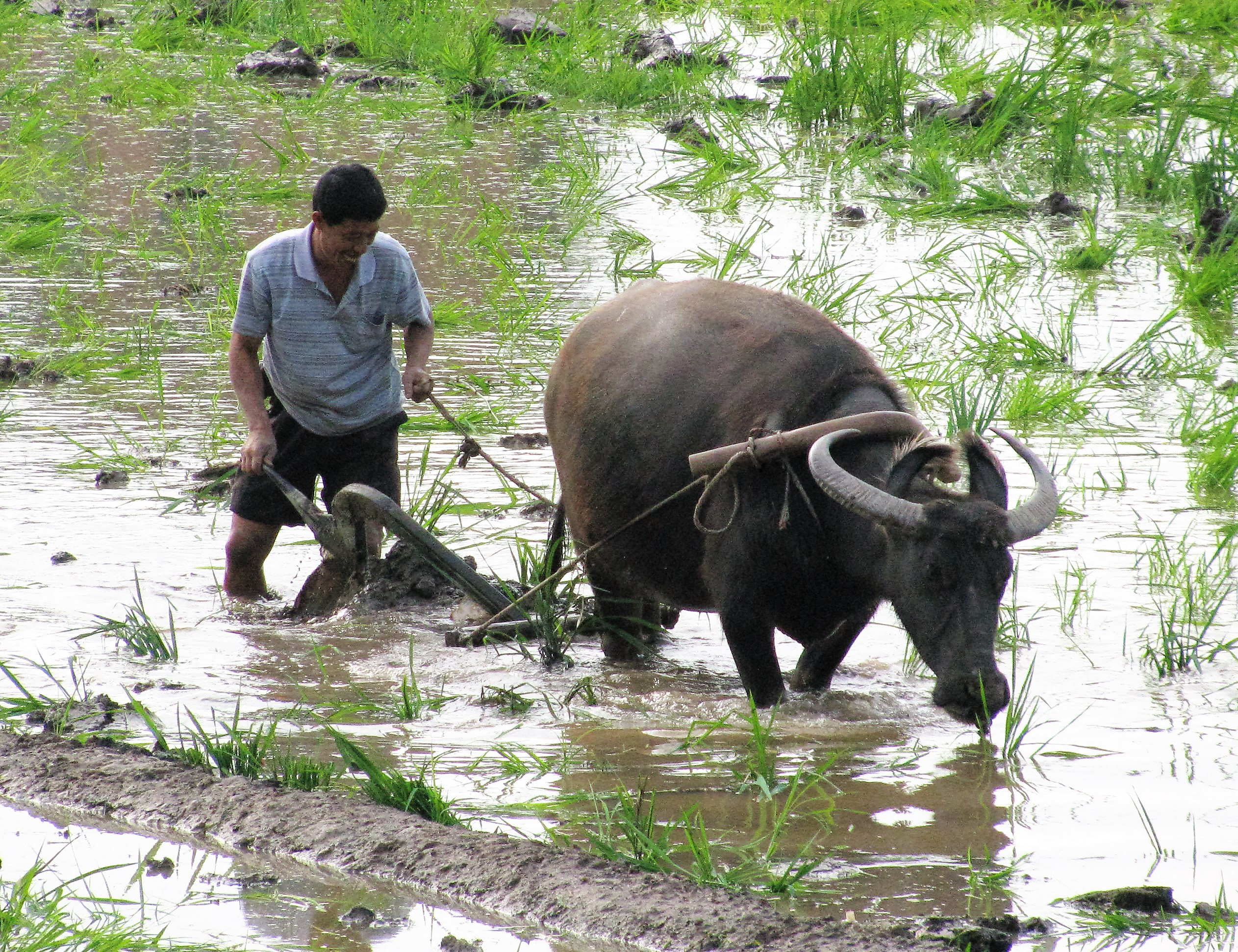
Labourage d'une rizière en Chine avec un buffle d'Asie (buffle d'eau, Bubalus bubalis).
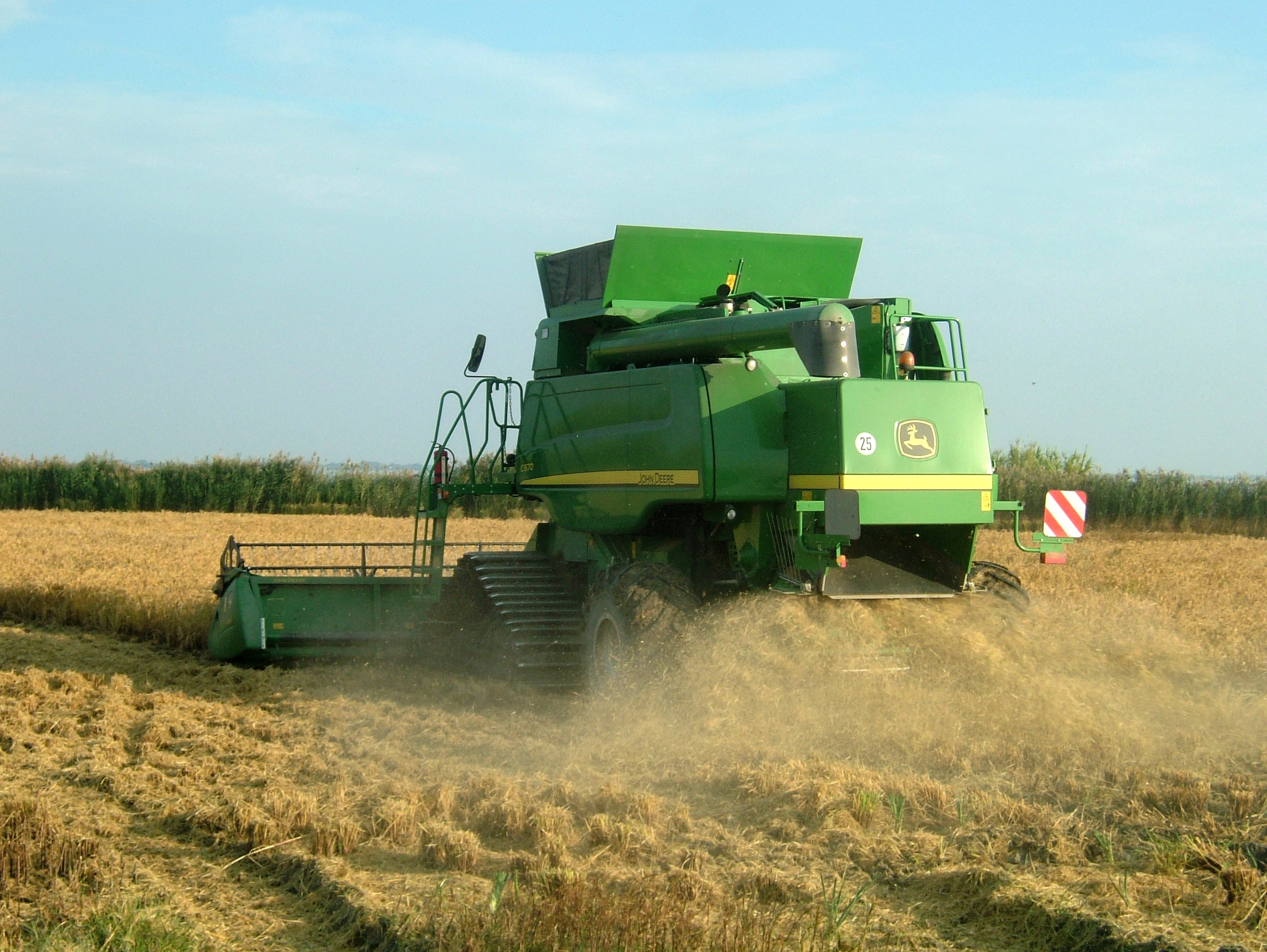
Récolte du riz en Camargue.
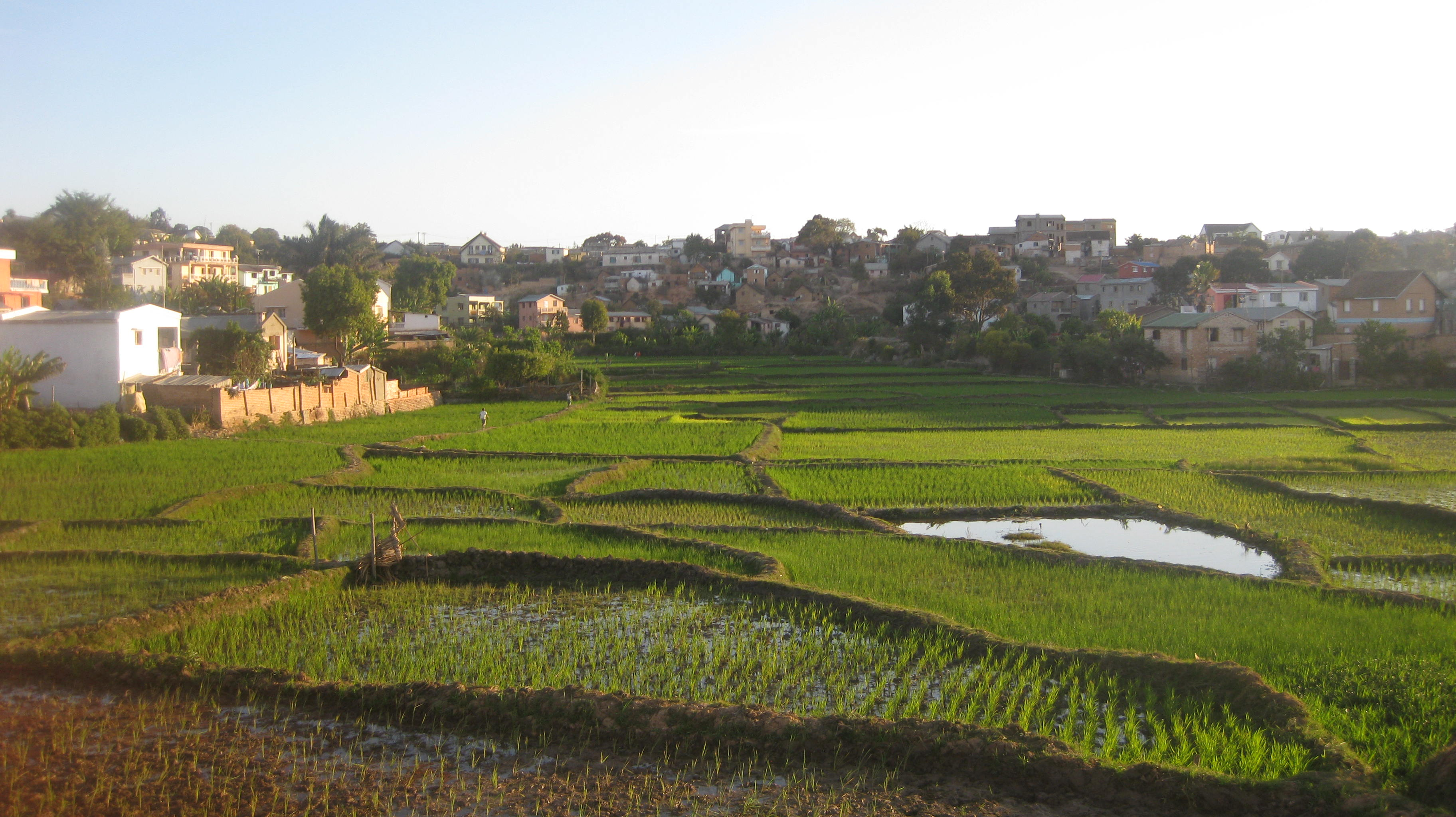
Rizière en milieu urbain à Tananarive.

## Pour aller plus loin